# Kányaháza
Kányaháza falu Romániában, Szatmár megyében. Román neve Călinești-Oaș.

## Fekvése
Kányaháza Avasújfalutól nyugatra, az Avas-hegység nyugati oldalán fekvő település.

## Története
A település a középkorban már Kálynháza néven volt említve a korabeli oklevelekben, és az Avassági uradalommal együtt a Meggyesi várhoz tartozott.
A 16. századig a Mórocz család birtoka volt, később a Báthori család birtoka lett, akiktől több között a Bagossy család örökölte.
A 18. század végén földesurai a gróf Károlyiak, akik a Rákóczi-féle részt kapták meg 1711-ben, valamint birtokosai voltak még a báró Vécsey, gróf Korniss, gróf Teleki, báró Wesselényi, báró Huszár, gróf Barkóczy, báró Bánffy, báró Perényi, a Vetéssy, Szirmay, Melczer, Bagossy, Dózsa, Nagy, Darvay, Kovács családok, egészen a 19. század közepéig.

## Nevezetességek
- Görögkatolikus templom – 1896-ban épült.